# Hoja pretraqueal
La Hoja pretraqueal (Lamina pretrachealis), es una fascia que recubre parte del nervio vago, la vena yugular y la arteria carótida.
Esta fascia continua detrás de los músculos depresores del hueso hioides, y, después de envolver la glándula tiroides, se prolonga por frente de la tráquea para hallarse con la capa correspondiente del lado opuesto.
Este además, fija el hueso hioideo, mientras que por debajo esta se lleva descendentemente los vasos de la tráquea y a las raíces del cuello, y finalmente se junta con las fibras del pericardio.
Esta capa se fusiona en cualquiera de las dos caras de la fascia prevertebral, y con esto se completa el espacio que contiene la laringe y tráquea, la glándula tiroides, y la faringe y esófago.